# کمی کینگ
کمی کینگ (انگلیسی: Cammie King؛ ۵ اوت ۱۹۳۴ – ۱ سپتامبر ۲۰۱۰) هنرپیشه و صدا پیشه اهل ایالات متحده آمریکا بود. وی بین سال‌های ۱۹۳۹ تا ۱۹۴۲ میلادی فعالیت می‌کرد.
از فیلم‌هایی که وی در آن نقش داشته است، می‌توان به بر باد رفته و بامبی اشاره کرد.